# Colemak

Вигляд розкладки Colemak

Colemak — латинська розкладка клавіатури, створена у 2006 році Шаєм Коулманом (англ. Shai Coleman). Ця розкладка є альтернативою латинським розкладкам QWERTY та Дворака. Третя за розповсюдженістю латинська розкладка клавіатури у світі.
Якщо від розкладки Дворака вимагалось зменшити втому рук для того, хто набирає текст англійською мовою, то розкладка Colemak створювалась з урахуванням сучасних комп'ютерних реалій. Головна мета створення Colemak — ефективний та ергономічний набір текстів англійською мовою на комп'ютерній клавіатурі.

## Назва
Назва походить від поєднання слів Coleman (прізвище автора) та Dvorak (прізвище автора клавіатури Дворака).

## Переваги
За словами автора, Colemak дає такі переваги:
- Швидкість. Швидша за QWERTY та дещо швидша за Дворака[1], тому, що в Colemak менш навантажені мізинці та частіше використовується зміна рук.

- Взаємозамінність із QWERTY. Завдяки частковій схожості QWERTY та Colemak користувач може використовувати як QWERTY, так і Colemak, відчуваючи меншу складність, ніж при використанні QWERTY та клавіатури Дворака, яка сильно відрізняється від QWERTY.[3]

- Ергономічність. 10 найбільш вживаних літер англійської мови та клавіша Backspace знаходяться у другому (домашньому) ряду клавіатури. В Colemak домашній ряд використовується в середньому на 3 % частіше, ніж в розкладці Дворака, та на 40 % частіше, ніж в QWERTY.[1] Завдяки цьому при друкуванні на Colemak пальці менше переміщуються, ніж при друці на QWERTY.
- Пристосованість до сучасних комп'ютерних реалій. Усі спецсимволи (окрім крапки з комою) знаходяться на своїх місцях — це важливо при роботі з комп'ютерними мовами. Стандартні комбінації клавіш (Ctrl+Z, Ctrl+S тощо) можна натискати однією рукою.